# 林田康隆
林田 康隆（はやしだ やすたか、1972年11月28日 - ）は、日本の医師。日本眼科学会認定眼科専門医。医療法人社団康梓会Y’sサイエンスクリニック広尾理事長兼院長、大阪警察病院眼科手術顧問及び世界中医薬学連合会理事を務める。

## 経歴
長崎県出身。大阪大学大学院医学系研究科博士課程修了。大阪大学大学院及び米国フロリダ州マイアミ・オキュラーサーフェスセンター(Ocular Surface Center)にて、眼表面の幹細胞研究に携わる。
現在は、大阪で難治性白内障手術や網膜硝子体手術などに取組む傍ら、「目の大切さ」を知ってほしいという思いから、「1日1分見るだけで目がよくなる28のすごい写真」などを出版。また、眼科専門医として後進の育成にも力を入れている。

## 所属団
- 日本眼科学会
- 日本角膜学会
- 日本眼科手術学会
- 日本抗加齢医学会
- 日本再生医療学会
- 日本炎症再生医学会
- 日本アンチエイジング外科学会
- 日本美容形成外科学会

## 著書

### 書籍
- 「1日1分見るだけで目がよくなる28のすごい写真」 （アスコム）
- 「貼るだけで目がよくなるすごい写真」（ アスコム）
- 「眼科医は市販の目薬をささない」（廣済堂出版）
- 「40歳から目がよくなる習慣」（青春出版社）

### 監修
- 「1日1分、2週間日比野&林田式眼トレ」（監修、KKベストセラーズ）
- 「スッキリ！ぐっすり眠れる！眼科医が考えた！温冷アイマスク」（監修、宝島社）
- 「目がよくなる眼トレなぞり書き帳」（監修、マイナビ）
- 「日めくりまいにち、眼トレ 1 および 2」（監修、扶桑社）
- 「日めくり写真で眼トレ」（監修、扶桑社）
- 「老眼を自分で治す！眼球トレーニング」 （監修、宝島社）
- 「目がよくなる魔法のぬり絵 1 および 2」（作画・監修、扶桑社）
- 「目がよくなると10歳若返る」（監修、ゴマブックス）
- 「ぐんぐん目がよくなるあそブック」（監修、東京書店）
- 「見るだけで目がよくなるどうぶつの赤ちゃん写真」（監修、宝島社）
- 「Dr.クロワッサン 30日の眼トレブック」（監修、マガジンハウス）

他多数

### 雑誌
- 「こうやったら目が良くなった」（PRESIDENT、2019年7月号）
- 「眼精疲労に効くアイケアQ&A」（an・an、2018年11月21日号）
- 「”生き生き目元”をずっとキープするためのグラン世代の早期老眼対策」（美的GRAND、2018年）
- 「肩こり・首こり・腰痛・もやもや・頭痛、体&心 女性の不調解消BOOK」（日経ヘルス、2018年）
- 「ねこ眼トレ」（saita、2018年 ）
- 「よくなるセルフ眼トレ」（からだにいいこと、2017年 ）
- 「目を癒す」（美ST、2017年 ）
- 「見るだけでOKってホント!? 噂の目がよくなる写真って知ってる？」（Zookies、2017年）
- 「1日10回で老眼がみるみる改善！」（女性セブン、2016年）
- 「ちょい足し習慣④：『眼トレ』」（日経ヘルス、2016年）
- 「一番大事な『目の話』」（双葉社 快活60、2016年）
- 「目のトラブルを、こじらせていませんか？」（美的7月号、2016年）
- 「スマホ老眼を噂の『眼トレ』で治せ!!」（週刊プレーボーイ、2016年）
- 「毎日3分スマホ老眼防止」（女性自身、2016年 ）
- 「老眼スローダウン大作戦」 （週刊女性、2015年）
- 「老眼鏡よ、さらば！」（美ST12月号、2015年 ）
- 「1日1食派 vs 1日5食派 長生きするのはどっちだ」（週刊現代、2014年）

他多数

## テレビ
- 「森久保熱望！老眼スペシャル！」（声優と夜あそび、ABEMA、2020年6月26日）
- 「小顔に？健康に？…レッツ“顔トレ”！！」（なないろ日和！、テレビ東京、2020年6月4日）
- 「目の周りの筋肉をほぐすグーパートレーニング」（世界一受けたい授業、日本テレビ、2020年1月18日）
- 「目がよくなるすごい写真」（ホンマでっか?TV、フジテレビ、2019年6月19日）
- 「視力回復のトレーニング方法」（世界一受けたい授業、日本テレビ、2019年6月15日）
- 「体の悩みを食で改善！」（こんな私は何を食べればいいですか？、TBS、2018年11月26日）
- 「眼特集」（ホンマでっか!?TV、フジテレビ、2018年）
- 「FAQなんです：眼トレ」 （ヒルナンデス!、日本テレビ、2018年11月8日）
- 「あなたのことはそれほど」（テレビドラマ医療監修、TBS、2017年）
- 「中居正広のミになる図書館」 （テレビ朝日、2016年）
- 「なないろ日和！」 （テレビ東京、2016年）
- 「中居正広のミになる図書館」（テレビ朝日、2015年）